# Parda (manzana)
Parda es el nombre de una variedad cultivar de manzano (Malus domestica). Esta manzana es originaria de Galicia, está cultivada en la colección de árboles frutales y banco de germoplasma de Mabegondo con el N.º 266; ejemplares procedentes de esquejes localizados en el Pazo de "Torres Agrelo" en Redondela (Pontevedra).

## Sinónimos
- "Manzana Parda",[4][5]
- "Maceira Parda".

## Características
El manzano de la variedad 'Parda' tiene un vigor elevado. Tamaño grande y porte erguido.
Época de inicio de brotación a partir del 13 de abril y de floración a partir de 26 de abril.
Las hojas tienen una longitud del limbo de tamaño medio, con la máxima anchura del limbo media. Longitud de las estípulas es media y la máxima anchura de las estípulas es media. Denticulación del borde del limbo es serrado, con la forma del ápice del limbo acuminado y la forma de la base del limbo es obtuso. Con subestípulas ausentes.
Sus flores tienen una longitud de los pétalos media, anchura de los pétalos es estrecha, disposición de los pétalos en contacto entre sí, con una longitud del pedúnculo larga.
La variedad de manzana 'Parda' tiene un fruto de tamaño medio, de forma plana-globosa, de color bicolor, con chapa a rayas, e intensidad media. Epidermis de textura ahoyada con pruina en su superficie, y con presencia de cera nula. Sensibilidad al "russeting" (pardeamiento áspero superficial que presentan algunas variedades) sensible. Con lenticelas de tamaño mediano.
Los sépalos están dispuestos de forma variable, y variable en su base; fosa calicina poco profunda de una anchura estrecha. Pedúnculo de grosor medio y de longitud medio, siendo la cavidad peduncular de una profundidad media y de anchura estrecha. Con pulpa de color amarilla, de firmeza es intermedia y textura intermedia; su jugosidad es jugosa con sabor de acidez ácida, dulzor bajo y aromática.
Época de maduración y recolección a partir del 1 de octubre. 'Parda' es una manzana que se utiliza en la producción de sidra.

## Susceptibilidades
- Oidio: ataque medio
- Moteado: no presenta
- Raíces aéreas: no presenta
- Momificado: no presenta
- Pulgón lanígero: no presenta
- Pulgón verde: ataque medio
- Araña roja: no presenta
- Chancro del manzano: no presenta[3]